# Joachim Burser
Joachim Burser (* 1583, Kamenz-1639) fue un profesor, médico, y botánico alemán. Trabajó como médico en Annaberg (Sajonia). Fue discípulo de Caspar Bauhin (1560-1624).
Tanto antes como después de que fue a Söro, hizo largos viajes por Alemania, Austria, Bohemia, Suiza, Italia, Francia y los Pirineos y durante esos viajes, recolectó una cantidad considerable de material vegetal que se disponen en un "Hortus Siccus", un herbario en forma de libro, con 25 volúmenes y un vol. complementario, con plantas danesas. En 1625, fue nombrado profesor en medicina y botánica en la Academia Ritter, Sorö, Dinamarca. Y allí falleció
Bursers Hortus Siccus fue utilizado por Carlos Linneo en su preparación para su herbario; y es ahora una fuente muy importante para la tipificación de los nombres linneanos.

## Algunas publicaciones
- 1639. De Fontium Origine Tractatus, in Regia & Equestri Academia Sorana... Hafniae, typis Martzanianis. 136 pp.

## Honores
Géneros
- (Burseraceae) Bursera Jacq. ex L.[1]

- La abreviatura «Burser» se emplea para indicar a Joachim Burser como autoridad en la descripción y clasificación científica de los vegetales.[2]